# 汤鹏举
汤鹏举（？—1165年），字致远，常州金坛县（今江苏省常州市金坛区）人。南宋大臣，宋高宗时参知政事。

## 生平
汤惠休的第五子。宋徽宗政和八年（1118年）中进士。担任分宁簿，转任晋陵（今江苏省常州市）丞。转任知当涂（今安徽省当涂县），官至转运副使。后因得罪秦熺的妻兄曹泳，被贬到雁北泽州当知府。秦桧死后，宋高宗召汤鹏举为殿中侍御史。鹏举上奏请求罢黜秦桧姻党，剥夺秦埙、秦堪的职名，释放赵汾及李孟坚、王之奇等，官至御史中丞。宋高宗绍兴二十七年（1157年），除参知政事]，知枢密院事。汤鹏举效法秦桧，培植党羽周方崇、李庚。十一月，被殿中侍御史叶义问弹劾罢免，为资政殿学士，提举洞霄宫。再次被弹劾，於是落职。绍兴三十一年（1161年），再任资政殿学士，知太平州（今安徽省当涂县），隔年退休。宋孝宗乾道元年（1165年）汤鹏举去世，谥号敏肃。有五子：汤邦彦、汤宋彦、汤忠彦、汤世彦、汤俊彦。